# Atherigona cogani
Atherigona cogani är en tvåvingeart som beskrevs av Deeming 1981. Atherigona cogani ingår i släktet Atherigona och familjen husflugor.
Artens utbredningsområde är Angola. Inga underarter finns listade i Catalogue of Life.